# Maurice Blitz
Maurice Jean Blitz (ur. 28 lipca 1891 w Paryżu, zm. 2 lutego 1975 w Brukseli) – belgijski waterpolista. Dwukrotny medalista olimpijski.
Brał udział w dwóch igrzyskach olimpijskich (IO 20, IO 24). Na obu turniejach zdobywał srebro, w 1920 Belgowie w finale przegrali z Wielką Brytanią, w 1924 z Francją. Łcznie na dwóch turniejach wystąpił w sześciu meczach i zdobył 6 bramek. Jego młodszy brat Gérard także był waterpolistą, a jego syn, również Gérard, założył Club Med w 1950. Był działaczem Belgijskiego Komitetu Olimpijskiego oraz federacji pływackiej.